# 湯米·斯普爾
托馬斯·斯普爾（英語：Thomas Spurr；1987年9月30日—）是一位英格蘭已退役足球運動員。在場上的位置是後衛。他曾效力於布力般流浪、唐卡斯特流浪、錫周三、普雷斯頓和弗利特伍德镇。

## 外部連結
- Tommy Spurr player profile at swfc.co.uk
- 足球数据库：湯米·斯普爾的球员统计数据
- Tommy Spurr playing stats at ESPNsoccernet